# Suzie Q
Pour les articles homonymes, voir Suzy Q.
Suzie Q (ou Suzy Q) est un pas de danse de swing, lindy hop et autres danses du même style. En danse en ligne, ce pas est aussi appelé heel twist (référence au second pas) ou grind walk. Ce pas est aussi utilisé dans des danses jazz ou en salsa (shine).

## Origine du nom
L'origine du nom Suzie Q est incertaine. Le nom viendrait de Suzie Quealy, l'inspiratrice de la chanson de Lil Armstrong. Un article du 12 décembre 1936 prétend que la danse Suzie Q a été présentée à Harlem par deux danseurs de Géorgie, aux États-Unis, qui l'avaient auparavant présentée à Syracuse, New York, le public aurait compris « Susie-Q » au lieu de « Syracuse ».

## Histoire
Le pas provient des nouvelles danses des années 1930, dont le nom se retrouve dans le titre de la chanson Doin' the Suzie-Q de Lil Armstrong. Le pas est aussi cité dans la chanson J’veux du cuir d’Alain Souchon.

## Description
Le pied alterne des pas croisés et des pas de côté en pivotant, comme suit :
- En 1, le pied droit passe devant le gauche, le poids passant sur le talon du pied droit alors que les orteils sont levés.
- En 2, le pied droit pivote, les orteils allant vers la droite. Pour le pied gauche, on peut, au choix :
  - Faire un petit pas de côté vers la gauche,
  - Transférer le poids sur le pied gauche,
  - Faire un petit pas en arrière.

Après ces deux temps, on peut :
- Répéter 1 et 2 plusieurs fois,
- Sans changement de direction:
  - En 3, faire un pas à droite avec le pied droit,
  - En 4, ramener le pied gauche, ou le faire passer devant le pied droit
  - Répéter 1, 2, 3, 4
- En changeant de direction:
  - En 3, faire un pas à droite avec le pied droit,
  - En 4, rien.
  - En 5, 6, 7, 8, faire une des trois possibilités en inversant pied gauche/pied droit.

### En couple
En lindy hop, le Suzie Q peut se faire en couple, que ce soit en position séparée ou en étant côte à côte.